# Léon Perrier
Léon Perrier est un homme politique français et un résistant né le 1er février 1873 à Tournon-sur-Rhône (Ardèche), mort le 24 décembre 1948 à Avignon (Vaucluse).

## Biographie
Après de brillantes études scientifiques, il est, de 1894 à 1910, chef du laboratoire de zoologie de la Faculté des sciences de Grenoble puis sous-directeur du laboratoire maritime de l'Université de Montpellier.
Il est membre de la loge «Concorde et persévérance» à l'Orient de Vienne.
En 1933 il crée avec Édouard Herriot la Compagnie nationale du Rhône.
Il s'abstient volontairement lors du vote des pleins pouvoirs à Philippe Pétain le 10 juillet 1940.
En septembre 1941, il est arrêté et interné administrativement à Vals-les-Bains, pour ses relations avec la Résistance, à qui il fournissait des informations. 

### Mandats et fonctions
- Député radical de l'Isère de 1910 à 1919
- Président d'honneur de l'UGR de Gustave Toursier
- Sénateur radical de l'Isère de 1920 à 1940
- Président du Conseil général de l'Isère de 1920 à 1940
- Ministre des Colonies du 29 octobre 1925 au 11 novembre 1928 dans les gouvernements Paul Painlevé (3), Aristide Briand (8), Aristide Briand (9), Aristide Briand (10) et Raymond Poincaré (4)

- Président fondateur de la Compagnie nationale du Rhône (1933-1940 et 1944-1948)[3]
- Membre du comité supérieur d'organisation de l'Exposition internationale de la houille blanche en 1925[4].

Léon Perrier est inhumé au cimetière Saint-Roch de Grenoble.

## Sources
- « Léon Perrier », dans le Dictionnaire des parlementaires français (1889-1940), sous la direction de Jean Jolly, PUF, 1960 [détail de l’édition]
- Alfred Salinas, L'État clientéliste, Éditions La Bruyère, 2000,  (ISBN 2-84014-623-1) (l'ouvrage contient une biographie de Léon Perrier, personnalité du Parti républicain, radical et radical-socialiste et membre de la Résistance, p. 15-16 et 233-236)